# Berthold Keller
Berthold Keller (* 8. Februar 1927 in Konstanz; † 28. Juni 2012 in Monheim am Rhein) war ein deutscher Gewerkschafter. Er war von 1978 bis 1990 Vorsitzender der Gewerkschaft Textil-Bekleidung (GTB).

## Leben
Nach der Volksschule machte Keller eine Lehre zum Herren- und Damen-Maßschneider. Danach trat er als Zuschneider in die Kleiderfabrikation in Konstanz ein. Seit 1944 leistete Keller Kriegsdienst und geriet im März 1945 in französische Kriegsgefangenschaft, aus der er erst 1949 entlassen wurde. Seit 1952 war Keller, der jetzt als Zuschneider in einem Bekleidungsunternehmen arbeitete, gewerkschaftlich aktiv. Er wurde Betriebsratsvorsitzender, 1954 ehrenamtlicher Vorsitzender der Verwaltungsstelle Konstanz der GTB. Ab 1955 arbeitete er als hauptberuflicher Funktionär der Gewerkschaft Textil-Bekleidung. Ab 1963 wurde er als Vorstandssekretär persönlicher Referent des Vorsitzenden Karl Buschmann. Im Jahr 1972 wurde Keller in den geschäftsführenden Hauptvorstand der Organisation gewählt. Im Jahr 1978 wählte ihn der Gewerkschaftstag zum Vorsitzenden der Gewerkschaft Textil-Bekleidung, 1982 und 1986 erfolgte die Wiederwahl. Im Jahr 1990 stellte sich Keller aus Altersgründen nicht mehr zur Wiederwahl. Sein Nachfolger wurde Willi Arens.
Nach seinem Ausscheiden aus der aktiven Gewerkschaftsarbeit holte Kurt Biedenkopf Keller als nichtbesoldeten Beauftragten für die Textilindustrie nach Sachsen. Keller versuchte dort zum Weiterbestehen eines überlebensfähigen Kerns der regionalen Textilindustrie beizutragen.

## Leistungen
Mit der Wahl von Keller gab sich die GTB erstmals ein eigenes Programm. Im Sinne Kellers bekannte sich seine Gewerkschaft zum Gemeinwohl. Obwohl grundsätzlich ein Vertreter sozialpartnerschaftlichen Umgangs, scheute Keller auch den Konflikt mit den Arbeitgebern nicht. Sein besonderes Anliegen halt dem Kampf um die Welttextilabkommen. Diese internationalen Verträge zur Regulierung des textilen Welthandels wurden jeweils auf vier Jahre abgeschlossen, ihre Verlängerung war stets umstritten. Keller führte diese Auseinandersetzung auf nationaler und europäischer Ebene. Im Rahmen dieses Ringens initiierte Keller im Dezember 1980 eine europaweite einstündige Arbeitsniederlegung in der Textil- und Bekleidungsindustrie, an der 2,5 Millionen Beschäftigte teilnahmen. Im November 1981 rief er zu einem Marsch auf Bonn auf, dem über 20.000 Textil-Bekleidungsbeschäftigte folgten. Die Verlagerung der bundesdeutschen Textil- und Bekleidungsherstellung konnte mit den Welttextilabkommen jedoch nur verzögert werden. Aufgrund der niedrigen Lohn- und Sozialstandards in Entwicklungs- und Schwellenländern konnte letztendlich der massive Verlust von Arbeitsplätzen in der deutschen Textilindustrie nicht verhindert werden. Allein zwischen 1970 und 1990 sank die Zahl der Beschäftigten um etwa 500.000.
Keller versuchte im Jahr 1984 den durch die allgemeine Wirtschaftskrise noch verschärften Arbeitsplatzabbau durch die Durchsetzung einer Vorruhestandsregelung zu verringern. Gemeinsam mit anderen Gewerkschaften, wie der IG Chemie, Papier, Keramik, der IG Bergbau und Energie setzte auf die Form der Lebensarbeitszeitverkürzung und stieß damit aber innerhalb des DGB auf Kritik, da zeitgleich die IG Metall und andere Gewerkschaften den Weg der Wochenarbeitszeitverkürzung verfolgten. Keller wirkte in den 1980er Jahren am sogenannten Rationalisierungsschutzvertrag als weitere Maßnahme gegen den Arbeitsplatzabbau mit.
Als Textilbeauftragter im Land Sachsen wirkte Keller maßgeblich an dem 1992 geschlossenen Rahmenvertrag mit der Treuhandgesellschaft mit. (Atlas, ausgesuchte Treuhandbetriebe vom Land angemeldet zur Sanierung). Damit verbunden waren Landesfördermittel und -bürgschaften.

## Auszeichnungen
Keller wurde 1981 das Bundesverdienstkreuz erster Klasse und 1985 das große Bundesverdienstkreuz verliehen.